# Barodontalgia
Barodontalgia – ból zęba związany ze znacznymi zmianami ciśnienia otoczenia, na który narażone są osoby uprawiające nurkowanie, podróżujące samolotami lub poddawane tlenoterapii hiperbarycznej. Ból występuje zazwyczaj u osób, które mają predysponujące patologie zębów, m.in. ostre lub przewlekłe zapalenie tkanek okołowierzchołkowych, próchnicę, głębokie lub nieudane wypełnienia, pozostałości torbieli nazębnych, zapalenie zatok przynosowych lub niedawno przeszli operacje w okolicach zębów.
Według badań, barodontalgia wystąpiła co najmniej raz u 9,2% do 21,6% amerykańskich i australijskich nurków cywilnych, a częściej dotyczy zębów górnych, niż dolnych. Pomimo rozpoznania i leczenia po zdarzeniu, nawrót barodontalgii, w badaniu przeprowadzonym w 2006 przez saudyjskich naukowców, zgłaszało 25% nurków i 16,4% pilotów samolotów.
Ból, który występuje podczas zmian ciśnienia atmosferycznego (np. w lotach na dużych wysokościach) nazywany jest aerodontalgią. Cechą charakterystyczną tego bólu jest wzrost nasilenia w miarę wzrostu wysokości lotu oraz brak występowania objawów przed lotem.

## Klasyfikacja
Barodontalgia dzieli się na ból bezpośredni (wywoływany bezpośrednio przez zęby) i ból pośredni (nie wywołany przez zęby). Klasyfikacja barodontalgii bezpośredniej według Światowej Organizacji Dentystycznej:
- klasa I: ostre zapalenie miazgi, cechujące się ostrym, przejściowym bólem podczas wznoszenia (dekompresji);
- klasa II: przewlekłe zapalenie miazgi – tępy, pulsujący ból podczas wznoszenia się, bez bólu podczas obniżania;
- klasa III: martwicze zapalenie miazgi – objawy jak w klasie II;
- klasa IV: ropień okołowierzchołkowy lub torbiel – silny, uporczywy ból (przy wznoszeniu lub obniżaniu).